# Jan Riedel
Jan Riedel (* 1982 in Borna) ist ein deutscher Politiker (CDU). Er ist seit Juni 2025 Bildungsminister des Landes Sachsen-Anhalt.

## Leben
Riedel machte sein Abitur am Gymnasium „Am Breiten Teich“ in Borna und studierte danach zwischen 2003 und 2008 Lehramt für die Fächer Deutsch und Geschichte an der Universität Leipzig. Er schloss das Studium mit dem zweiten Staatsexamen für das Höhere Lehramt ab. Ab 2010 arbeitete Riedel als Lehrkraft am Gymnasium Stadtfeld in Wernigerode und ab 2011 am Giebichenstein-Gymnasium „Thomas Müntzer“ in Halle (Saale). Von 2015 bis 2025 war er Schulleiter des Lyonel-Feininger-Gymnasiums in Halle. Von 2022 bis 2024 war er Vorsitzender der Expertenkommission zur inhaltlichen Weiterentwicklung des Schulwesens in Sachsen-Anhalt.
Riedel lebt in Halle-Dölau, ist verheiratet und hat fünf Kinder. Er ist Mitglied der Kirche Jesu Christi der Heiligen der Letzten Tage.

## Politik
Riedel ist seit 2021 Mitglied der CDU. Er ist seit 2024 Mitglied des Stadtrats von Halle, wo er zugleich zum Vorsitzenden des Stadtrats gewählt wurde. Er ist darüber hinaus seit 2024 Mitglied im Aufsichtsrat des Zoos Halle. Zuvor nahm er bereits ab 2022 Aufgaben als sachkundiger Einwohner für die Bereiche Bildung und Soziales wahr.
Am 29. Juni 2025 entließ Sachsen-Anhalts Ministerpräsident Reiner Haseloff die bisherige Bildungsministerin Eva Feußner und ernannte daraufhin Riedel zum Bildungsminister des Landes.